# 比利亚弗雷乔斯
比利亚弗雷乔斯（西班牙語：Villafrechós）是西班牙卡斯蒂利亚-莱昂巴利亚多利德省的一个市镇。总面积61平方公里，总人口514人（2001年），人口密度8人/平方公里。